# Rešetnica (anatomija)
Rešetnica (lat. os ethmoidale) je neparna kost lubanje smještena u središnjoj ravnini između nosne šupljine i lubanjske šupljine, te između dviju očnica. 
Rešetnica se sastoji od koštane ploče (lat. lamina perpendicularis) koja je postavljena okomito, iznad koje je položena vodoravno druga rešetkasta ploča (lat. lamina cribrosa).
Sa svake strane rešetkaste ploče nalazi se etmoidalni labirint koji sadrži etmoidalne ćelije (prednje, srednje i stražnje).
Pijetlova kresta (lat. crista galli) je dio okomite koštane ploče koji strši iznad rešetkaste ploče u lubanjsku šupljinu. 
Kroz rešetkastu ploču prolaze živčana vlakna njušnog živca. 
Rešetnica je spojena s dvjema kostima neurokranija i s jedanaest kostiju viscerokranija:
- neurokranij: čeona kost (lat. os frontale) i klinasta kost
- viscerokranij: nosna kost (lat. os nasale) (2), gornja čeljust (2), suzna kost (lat. os lacrimale) (2), nepčana kost (lat. os palatinum) (2), donja nosna školjka (lat. concha nasalis inferior) (2), raonik (lat. vomer)